# São Francisco

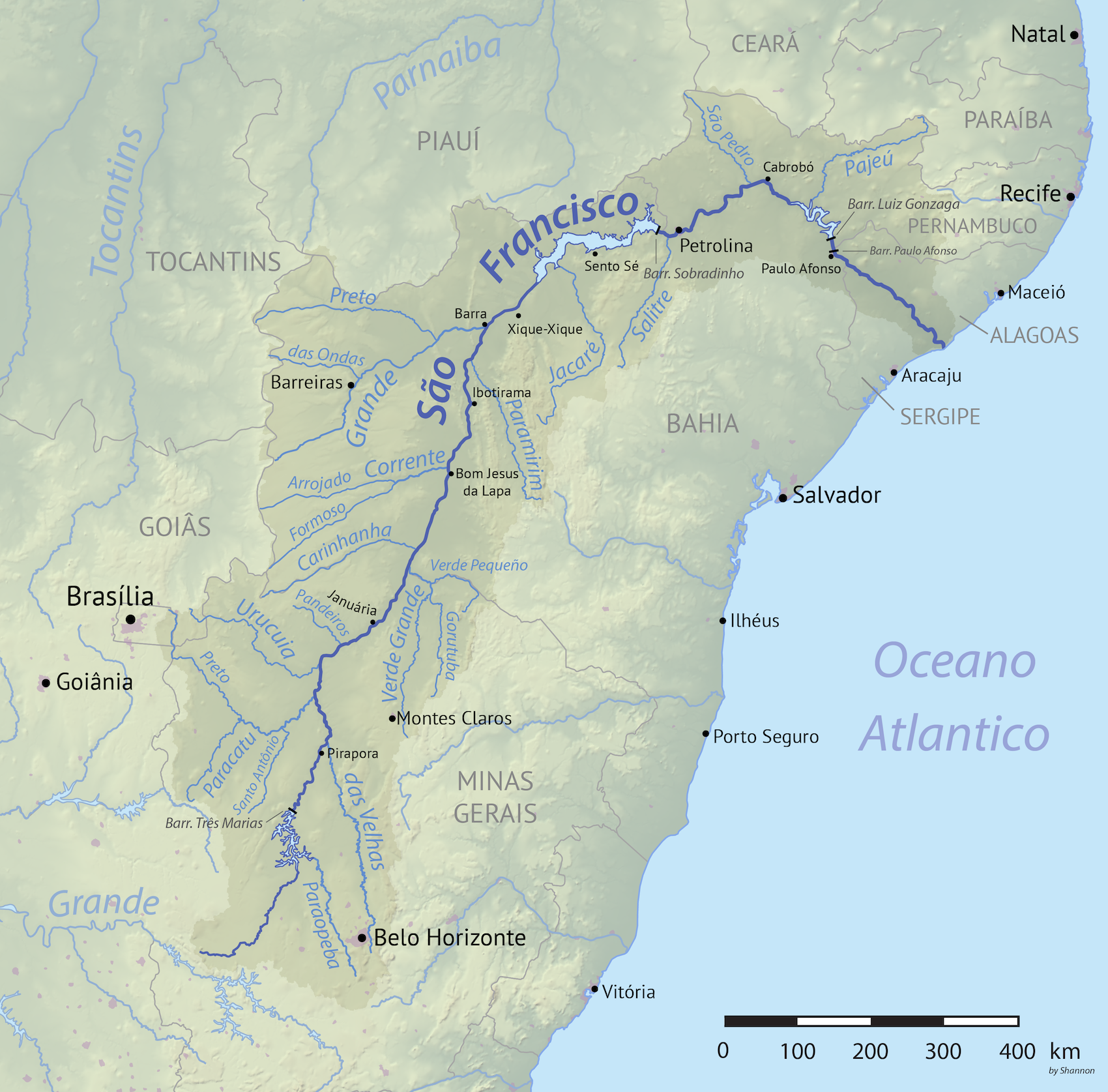
Rzeka São Francisco

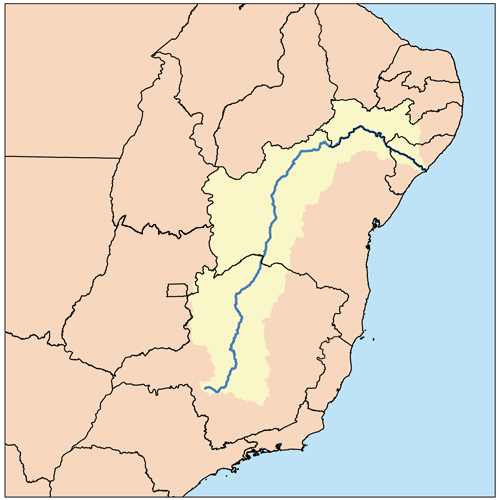
Mapa zlewni rzeki São Francisco

São Francisco – rzeka we wschodniej Brazylii o długości 2896 km. Trzecia po Amazonce i Paranie pod względem długości w Ameryce Płd. Powierzchnia dorzecza wynosi 581 tys. km².
Swój początek bierze ze źródeł wypływających w Serra da Canastra w stanie Minas Gerais. Następnie płynie na północ, przecinając stan Bahia. Potem skręca na wschód, stanowiąc granicę ze stanem Pernambuco. Płynąc na południowy wschód, kieruje się do Oceanu Atlantyckiego pomiędzy stanami Alagoas i Sergipe.
Na rzece zbudowano zaporę i działająca od 1979 roku elektrownię ma łącznej mocy 1050 MW.
Na rzece występują liczne progi wodne i wodospady – najwyższy z nich to Paolo Alfonso. Mimo to jest żeglowna na kilku odcinkach.
Główne dopływy:
- Paracatu
- Corrente
- Grande(inne języki)
- Rio das Velhas

Ważniejsze miasta, przez które przepływa:
- Pirapora
- Juazeiro
- Piranhas